# Iwan Abadschiew (Politiker)
Iwan Stefanow Abadschiew (bulgarisch Иван Стефанов Абаджиев; * 8. Januar 1930 in Owoschtnik, Stara Zagora; † 23. August 2006 in Sofia) war ein bulgarischer Politiker (BKP). Er wurde 1962 Abgeordneter des bulgarischen Parlaments.

## Leben
Abadschieff wurde im Dorf Owoschtnik des Bezirks Stara Zagora in Bulgarien geboren. Seine Eltern waren Bauern und gehörten der kommunistischen Widerstandsbewegung an. Im Jahr 1950 schloss auch er sich der Kommunistischen Partei Bulgariens an. Er studierte Rechtswissenschaften an der Universität Sofia. Nach Abschluss des Studiums arbeitete er als Erster Sekretär des Gebietskomitees der Kommunistischen Jugend (Komsomol) von Stara Zagora. Im Jahr 1958 wurde er auf dem 9. Komsomolkongress zum Ersten Sekretär des gesamten Komsomol gewählt und übte dieses Amt sieben Jahre aus. Abadschieff wurde im November 1962 zum Mitglied des Zentralkomitees der Kommunistischen Partei gewählt und stieg als Erster Parteisekretär an die Spitze des Parteikomitees im Distrikt Sliven auf. Außerdem wurde er im Jahr 1962 Abgeordneter der bulgarischen Nationalversammlung und im Jahr 1953 Mitglied des Nationalrates der Vaterländischen Front.
Innerparteilich erreichte er einen Ruf als erfahrener Organisator und Verwalter, sodass er im November 1966 zum ZK-Mitglied wiedergewählt und zum Kandidaten für das Politbüro benannt wurde. Er wurde außerdem im September 1967 zum Ersten Sekretär der Partei im Bezirk Vratsa berufen, von dem 1965 ein Versuch ausgegangen war, den bulgarischen Partei- und Regierungschef Todor Schiwkow zu stürzen. Abadschieff berichtete 1968, dass er den Parteibezirk von allen „Anti-Schiwkoff-Elementen“ gesäubert habe. Auf dem 10. Parteikongress der Kommunistischen Partei wurde er erneut in seinen Ämtern bestätigt und darüber hinaus zum Zentralkomitee-Sekretär gewählt. Im Oktober 1971 wurde er zum Vorsitzenden der neukonstituierten ZK-Kommission für Internationale Beziehungen ernannt. Im Juli 1972 legte er diese Position nieder und trat die Nachfolge von Wenelin Kotzeff als Vorsitzender der Ideologischen ZK-Kommission an. Diese wurde ebenfalls im Oktober 1971 gegründet. 